# Milan Vašat
Milan Vašat (18. března 1927 – 30. dubna 2016) byl československý hokejový útočník. 

## Hráčská kariéra
Za reprezentaci Československa nastoupil 24. března 1949 v utkání proti Polsku v Ostravě. Gól v reprezentaci nedal. V lize hrál za ZSJ Sokol VŽKG (1948-1958) s výjimkou vojenské služby (1951-1952), kdy hrál za vojenský tým ATK Praha.